# Meri Poppins, do svidanija!
Meri Poppins, do svidanija! (russisk: Мэри Поппинс, до свидания!) er en sovjetisk spillefilm fra 1983 af Leonid Kvinikhidze.

## Medvirkende
- Natalja Andrejtjenko som Mary Poppins
- Albert Filozov som Mr. George Banks
- Lembit Ulfsak som Mr. Hey
- Oleg Tabakov som Miss Euphemia Andrew
- Larisa Udovitjenko som Mrs. Banks